# Heather MacLean
Heather MacLean (Peabody, Massachusetts; 31 de agosto de 1995) es una atleta estadounidense, especialista en carreras de media distancia.

## Carrera
Originaria de Massachusetts, estudió en la Universidad de Massachusetts Amherst, formando parte de su equipo deportivo de atletismo, UMass Minutemen. En su etapa universitaria obtuvo, en 2017, los honores de All-American en cross (la primera mujer de la escuela en hacerlo), y estableció récords de 800, 1000 y 1500 metros, clasificándose para los Campeonatos de la NCAA en pista y cross. Fue finalista del premio a la mujer del año de la NCAA en 2018.
En 2019, MacLean fue séptima en los 1500 metros de los Campeonatos de Estados Unidos al aire libre, estableciendo una marca personal de 4:05,27 minutos. En la Milla Wanamaker de NYRR de 2020, terminó sexta, marcando un nuevo récord propio al correr en 4:25,98, lo que la situó en el puesto decimoquinto de la lista de mujeres estadounidenses de todos los tiempos en pista cubierta. MacLean ganó la Milla Femenina Blankenship en 4:27,54 en la American Track League de 2021 y también los 1500 metros en 4:06,32 en el New Balance Indoor Grand Prix.
En los ensayos olímpicos de Estados Unidos de 2020, celebrados en Eugene (Oregón) el 21 de junio de 2021, terminó tercera en la carrera de 1500 metros femeninos, por detrás de Elinor Purrier St. Pierre y Cory McGee, lo que le aseguró una plaza en los Juegos Olímpicos de Tokio 2020, aplazados a consecuencia de la pandemia de coronavirus.
El 2 de agosto corrió en la tercera serie de los 1500 metros, clasificándose para semifinales al acabar quinta en su carrera, con un tiempo de 4:02,40 minutos. Dos días más tarde, cayó en la segunda de las semifinales, al no superar una duodécima plaza, superando en tres segundos su anterior registro, con 4:05,33 minutos.
En marzo de 2022 participó en el Campeonato Mundial de Atletismo en Pista Cubierta de Belgrado (Serbia), donde corrió en los 1500 metros, quedando séptima, con 4:06,38 minutos, dos puestos por detrás de su compañera de selección Josette Norris.

## Resultados

### Por temporada
| Representando a Estados Unidos | Representando a Estados Unidos                    | Representando a Estados Unidos | Representando a Estados Unidos | Representando a Estados Unidos | Representando a Estados Unidos |
| ------------------------------ | ------------------------------------------------- | ------------------------------ | ------------------------------ | ------------------------------ | ------------------------------ |
| Año                            | Competición                                       | Lugar                          | Puesto                         | Modalidad                      | Marca                          |
| 2018                           | Liga de Diamante - Anniversary Games              | Londres                        | DNF                            | 800 m                          | -                              |
| 2019                           | Meeting Madrid                                    | Madrid                         | 7.ª                            | 1500 m                         | 4:15,47 min.                   |
| 2021                           | Liga de Diamante - Herculis                       | Mónaco                         | 10.ª                           | 1500 m                         | 4:03,63 min.                   |
| 2021                           | Juegos Olímpicos                                  | Tokio                          | 12.ª (SF2)                     | 1500 m                         | 4:05,33 min.                   |
| 2022                           | Campeonato Mundial de Atletismo en Pista Cubierta | Belgrado                       | 7.ª                            | 1500 m                         | 4:06,38 min.                   |
| 2022                           | Campeonato Mundial de Atletismo                   | Eugene                         | 5.ª                            | 1500 m                         | 4:06,40 min.                   |

### Mejores marcas
| Disciplina                              | Marca        | Lugar        | Fecha                  |
| --------------------------------------- | ------------ | ------------ | ---------------------- |
| 800 metros (exterior)                   | 1:58,77 min. | Concord      | 8 de junio de 2024     |
| 800 metros (pista cubierta)             | 2:00,53 min. | Fayetteville | 21 de febrero de 2021  |
| 1000 metros (pista cubierta)            | 2:35,03 min. | Boston       | 10 de febrero de 2023  |
| 1500 metros (exterior)                  | 3:58,31 min. | Eugene       | 30 de junio de 2024    |
| 1500 metros (pista cubierta)            | 4:05,29 min. | Boston       | 28 de febrero de 2020  |
| 3000 metros (pista cubierta)            | 9:03,03 min. | Boston       | 2 de diciembre de 2017 |
| 4 x 800 metros relevos (exterior)       | 8:56,54 min. | Boston       | 9 de mayo de 2015      |
| 4 x 800 metros relevos (pista cubierta) | 8:50,56 min. | Boston       | 8 de marzo de 2014     |